# 蛇葡萄球针壳
蛇葡萄球针壳（学名：Phyllactinia ampelopsidis）是属于白粉菌目白粉菌科球针壳属的一种真菌，寄生在葡萄科植物上。该种分布于中国。